# Alaksandr Wajtowicz
Alaksandr Pauławicz Wajtowicz (biał. Аляксандр Паўлавіч Вайтовіч; ros. Александр Павлович Войтович, Aleksandr Pawłowicz Wojtowicz; ur. 5 stycznia 1938 w Raczkiewiczach) – białoruski fizyk, naukowiec, działacz państwowy i polityk; w latach 1997–2000 prezes Narodowej Akademii Nauk Białorusi, w latach 2000–2003 przewodniczący Rady Republiki Zgromadzenia Narodowego Republiki Białorusi II kadencji, członek szeregu międzyparlamentarnych struktur Wspólnoty Niepodległych Państw i Związku Białorusi i Rosji; doktor nauk fizyczno-matematycznych (odpowiednik polskiego stopnia doktora habilitowanego), profesor, akademik.

## Życiorys
Urodził się 5 stycznia 1938 roku we wsi Raczkiewicze, w rejonie kopylskim obwodu mińskiego Białoruskiej SRR, ZSRR. W 1960 roku ukończył studia na Wydziale Fizyki Białoruskiego Uniwersytetu Państwowego. W 1979 roku uzyskał stopień doktora nauk fizyczno-matematycznych (odpowiednik polskiego stopnia doktora habilitowanego). W 1985 roku został profesorem, w 1986 – członkiem korespondentem Akademii Nauk Białoruskiej SRR (od 1992 roku pod nazwą Narodowa Akademia Nauk Białorusi, NANB), w 1995 – pełnoprawnym członkiem Europejskiej Akademii Nauk, Sztuki i Literatury, a w 1996 – akademikiem NANB.
W latach 1960–1993 pracował w Instytucie Fizyki Akademii Nauk Białoruskiej SRR (od 1992 roku NANB), kolejno jako: młodszy pracownik naukowy, starszy inżynier konstruktor, główny inżynier instalacyjny, starszy pracownik naukowy, kierownik laboratorium i zastępca dyrektora ds. pracy naukowej. W latach 1993–1997 był dyrektorem Instytutu Fizyki Molekularnej i Atomowej NANB. Od 21 maja 1997 roku do 19 grudnia 2000 roku pełnił funkcję prezesa NANB. Od 1999 roku do 21 marca 2002 roku był przewodniczącym Narodowej Rady ds. Kosmosu przy Radzie Ministrów Republiki Białorusi. Pełnił funkcję wiceprezydenta Euroazjatyckiego Towarzystwa Fizycznego.

### Działalność polityczna
15 grudnia 2000 roku został mianowany przez Alaksandra Łukaszenkę członkiem Rady Republiki Zgromadzenia Narodowego Republiki Białorusi II kadencji. Jego kadencja oficjalnie rozpoczęła się 19 grudnia i tego samego dnia Rada Republiki wybrała go na przewodniczącego. Wchodził w skład Wyższej Rady Państwowej Państwa Związkowego. Pełnił funkcję zastępcy przewodniczącego Zgromadzenia Parlamentarnego Związku Białorusi i Rosji (ZP ZBiR), przewodniczącego Rady Naukowo-Konsultacyjnej ZP ZBiR ds. Związkowego Budownictwa Społecznego i Polityki Socjalnej. W latach 2000–2002 był przewodniczącym, a następnie członkiem Rady Zgromadzenia Międzyparlamentarnego Euroazjatyckiej Wspólnoty Gospodarczej. Wchodził w skład Rady Zgromadzenia Międzyparlamentarnego Państw-Członków Wspólnoty Niepodległych Państw. Był kierownikiem delegacji Zgromadzenia Narodowego Republiki Białorusi mającej na celu ożywienie kontaktów ze strukturą parlamentarną Inicjatywy Środkowoeuropejskiej.
25 lipca 2003 roku został przedterminowo zwolniony z członkostwa w Radzie. 28 lipca 2003 roku Rada Republiki potwierdziła decyzję prezydenta i jednogłośnie wybrała na nowego przewodniczącego Hienadzia Nawickiego. Po zakończeniu działalności parlamentarnej Alaksandr Wajtowicz pozostał w polityce. Stał m.in. na czele inicjatywy obywatelskiej „Za wolne wybory”. Planował zgłosić swoją kandydaturę na urząd prezydenta Białorusi w wyborach w 2006 roku, jednak w styczniu tego roku wycofał się z udziału w kampanii, mówiąc, że nie chce igrać z Łukaszenką.

### Działalność naukowa
Alaksandr Wajtowicz prowadził badania naukowe z zakresu fizyki laserowej i optyki. Rozwijał magnetooptykę laserów gazowych, opracował zasady polaryzacyjnej spektroskopii laserowej i nieliniowej dynamiki laserów, proponował metody wewnątrzrezonatorowej spektroskopii laserowej i selekcji częstotliwości promieniowania laserowego. W 1964 roku zbudował pierwszy na Białorusi laser gazowy. Jest autorem 24 wynalazków i 200 prac naukowych, w tym:
- Magnitooptika gazowych lazierow, Mińsk 1984;
- Laziery s anizotropnymi riezonatorami (wspólnie z W.N. Siewierikowem), Mińsk 1990[1].

## Życie prywatne
Alaksandr Wajtowicz jest żonaty, ma syna i trzech wnuków. Żonę, Sofję Iwanowną Wajtowicz, poznał w instytucie, w którym pracował. Była ona tam laborantką, a później programistką; pochodziła z niezamożnej, wielodzietnej rodziny. Ślub wzięli 29 maja 1963 roku, a 1 maja 1964 roku urodził się ich syn Dźmitryj. W 1992 roku urodził się trzeci wnuk Wajtowicza. Według jego słów, wszyscy wnukowie są wyżsi od dziadka.

## Ciekawostki
Według słów Wajtowicza, temat jego dysertacji kandydackiej i zarazem jego pierwsze odkrycie naukowe przyszły mu do głowy podczas prania pieluch. Był on także sprawcą okresowej popularności słowa „bifurkacja” w białoruskich mediach, po tym, jak podczas jednego z wystąpień użył tego fizycznego określenia w kontekście politycznym, mówiąc, że w stanie bifurkacji znalazł się Związek Radziecki.

## Odznaczenia
- Order „Znak Honoru” (ZSRR, 1981)[1];
- Order Franciszka Skaryny[1] – Za wielki osobisty wkład w rozwój nauki, przygotowanie kadr naukowych i aktywną działalność społeczną (5 stycznia 1998)[13];
- Nagroda Państwowa Republiki Białorusi (1996)[1][2];
- medale[1].